# 王佐镇
王佐镇，是中华人民共和国北京市丰台區下辖的一个乡镇级行政单位。2021年4月11日，变更王佐镇辖区范围。将原云岗街道的航天二院三零四所划入王佐镇。相应调整王佐镇辖区范围。

## 行政区划
王佐镇下辖以下地区：
南宫雅苑社区、山语城社区、翡翠山社区、南宫景苑社区、西庄店村、沙锅村、怪村、魏各庄村、西王佐村、南宫村、庄户村和佃起村。

## 景点
- 青龙湖公园[4]

## 交通
- 北京地铁1号线支线（建设中）：青龙湖东站、民族大学站、王佐站